# Costa Concordia
A Costa Concordia olasz üdülőhajó, amely 2012. január 13-án zátonyra futott és felborult az olaszországi Giglio sziget közelében.

## Jellemzői
A Costa Concordia a Fincantieri cég genovai Sestri Ponente hajógyárában épült 450 millió eurós költséggel. A hajó megépítésére 2004. január 19-én adta a megbízást a leendő tulajdonos Costa Cruises, 2005. szeptember 2-án bocsátották vízre és 2006. június 30-án állították üzembe.
A 290 méter hosszú, 114 500 tonnás luxus-üdülőhajó 40 km/h sebességre volt képes hat, Wärtsilä gyártmányú dízelmotorja segítségével. Elkészültekor ez volt a legnagyobb olasz üdülőhajó. 3700 utasának kényelmét és biztonságát 1100 főnyi személyzet volt hivatott szolgálni. A hajó 17 szintjén 1500 kabin volt. A Costa Concordián négy úszómedence, öt étterem, 13 bár, háromszintes színház és kétszintes konditerem biztosította a nyaralók szórakozását.
A Costa Concordiáról elnevezett Concordia hajóosztályba tartozik még a Costa Serena, a Costa Pacifica, a Costa Favolosa, a Costa Fascinosa és a Carnival Splendor.

## A baleset

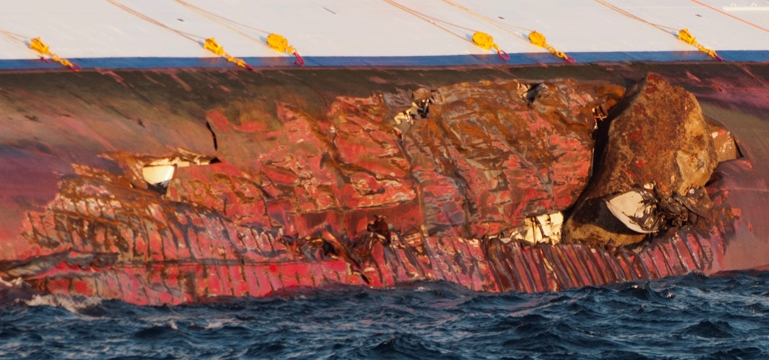
A sérülés a Costa Concordia oldalán

A Costa Concordia 2012. január 13-án az esti órákban Francesco Schettino kapitány parancsnoksága alatt hajózott a Tirrén-tengeren, nyugodt időben, tiszta látási viszonyok között. A fedélzeten 4229 személy tartózkodott. A hajó a kapitány utasítására erősen megközelítette Giglio szigetét és zátonyra futott. Eközben egy szikla hetven méteres rést vágott a hajótestbe. A hajó, amelynek nagy részét elárasztotta a víz, jobb oldalára dőlt. Annak ellenére, hogy a part kevesebb mint száz méterre volt, harminckét ember – közöttük a hajón dolgozó magyar Fehér Sándor – az életét vesztette. Az anyagi kárt mintegy egymilliárd dollárra becsülték.
A hajót 2013. szeptember 16–17-én állították talpra 19 órás munkát követően, kiemelésével pedig – amit levegővel megtöltött konténerek segítségével hajtottak végre – 2014. július 14-én végeztek. A roncsot a kiemelése után a genovai kikötőbe vontatták el, ahol szétszerelték.

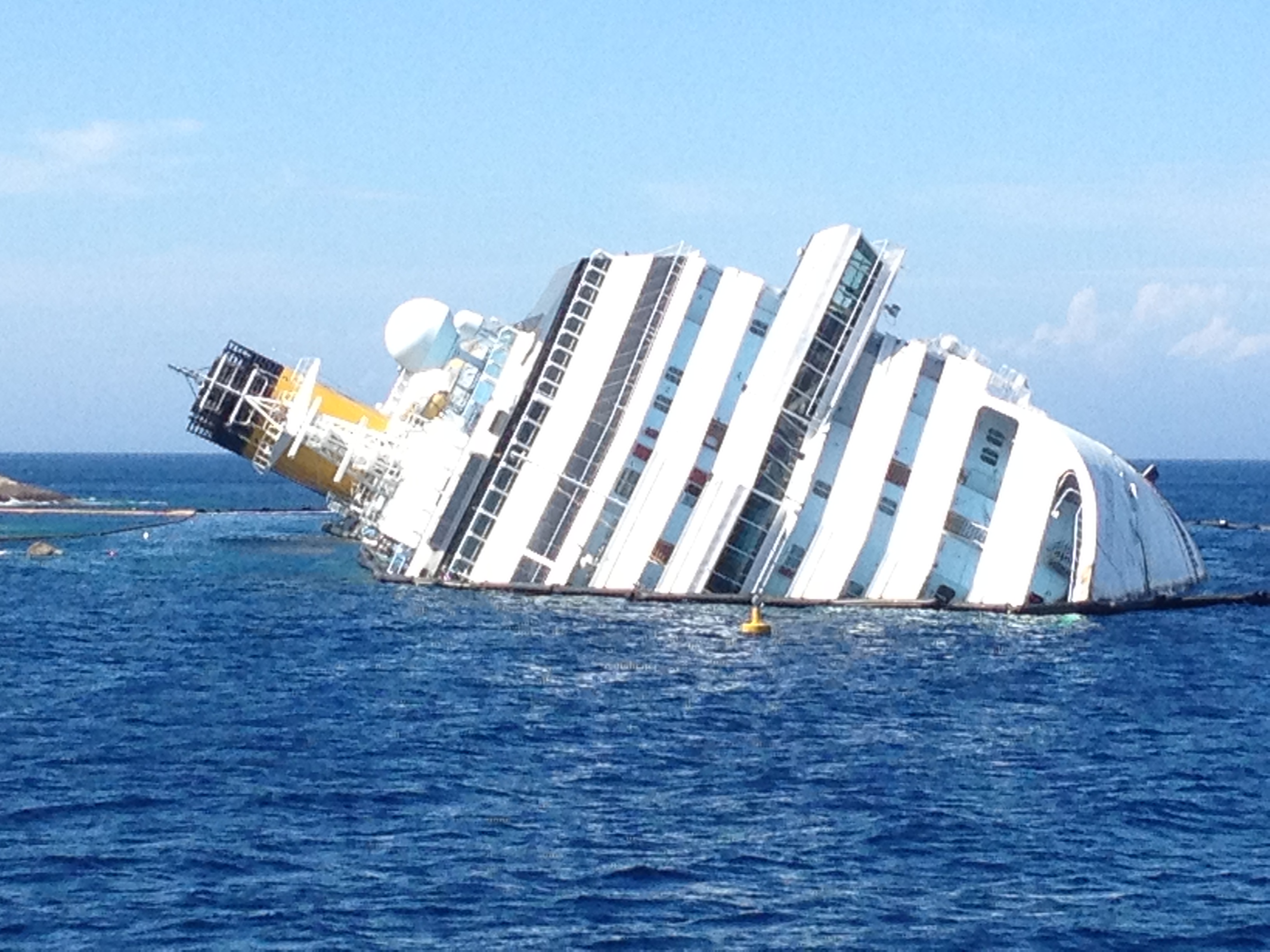
A feldőlt Costa Concordia

2015. február 11-én 16 évnyi börtönbüntetésre ítélte egy olasz bíróság Francesco Schettinót, a hajó kapitányát. Nemcsak a baleset okozásáért felelt, hanem azért is, hogy nem szervezte meg és irányította a baleset idején a mentést, hanem az elsők között hagyta el hajóját.

## Kokaincsempészet
Az olasz hatóságok 2015 márciusában közölték, hogy a 'ndrangheta calabriai bűnszövetkezet a hajón minden bizonnyal nagy kokainszállítmányt csempészett be az országba. A drogot a bűnözőknek észrevétlenül sikerült „biztonságba helyezniük”. A kapitányt nem gyanúsították a közreműködéssel.